# Огузский район
Огу́зский райо́н (азерб. Oğuz rayonu, лезг. Огъуз район) — район на севере Азербайджана. Административный центр — город Огуз.

## География
На севере район граничит с Российской Федерацией (Дагестан), на востокe с Габалинским районом, на западе с Шекинским районом и на юге с Агдашским районом.
Район имеет в основном гористый рельеф. Северная часть занята южными склонами Кавказских гор, центральная часть заходит в Алазань-Хафтаранскую равнину, на юге расположены предгорья Аджинохура.
Основные реки — Алиджанчай, Дашагыл, Калачай.
Высшая точка района — гора Малкамуд (3879 м).
Расстояние до Баку — 268 км.

## История
8 августа 1930 был образован Варташенский район в составе Азербайджанской ССР c центром в селе Варташен. В период с 4 января 1963 года по 4 января 1965 года в состав Варташенского района была включена территория Нухинского (Шекинского) района.
7 февраля 1991 года на первой сессии Верховного Совета Азербайджанской Республики Варташенский район был переименован в Огузский.

## Административное устройство

По дороге Шеки — Огуз

В Огузском районе находятся 1 городской и 30 сельских муниципалитетов: город Огуз, Чалдаш (Астрахановка), Чайговушан (Владимировка), Баш Дашагыл, Баян, Беюк Сеюдлу, Буджаг, Джалуд, Деймадаглы, Даймадере, Арманат, Фильфилли, Хачмаз, Абдаллы, Хачмас-гышлаг, Халхал, Халхал-гышлаг, Керимли, Карабалдыр, Карабулаг (Карабулак), Гумлаг, Галлавар, Моллалы, Мухас, Падар, Синджан, Ширванлы, Таифли, Таркеш, Туап, Якублу, Емишанлы, Еникенд, Зарраб.

## Население
Общая численность населения на 1 января 2017 года составила 43 540 человек.
На 1 января 2022 года численность населения составила 45 200 чел. 83,35 % населения проживают в сельской местности, 16,65 % населения — в городской.
На 1 января 2023 года численность населения составила 44 207 чел. Из них 17,97 % городского, 82,03 % — сельского населения. 50,53 % мужчин (22 337 чел.), 49,47 % женщин (21 870 чел.).
Плотность населения — 41 чел. на 1 км2.
| Год      | 2015 | 2018 | 2019 | 2020 | 2021 | 2022 |
| -------- | ---- | ---- | ---- | ---- | ---- | ---- |
| тыс. чел | 43,1 | 44,3 | 43,3 | 43,7 | 43,9 | 44,2 |

### Этнический состав
Большая часть населения — этнические азербайджанцы. Вторая по численности этническая группа — лезгины. Также проживают турки-месхетинцы, русские, евреи, удины, курды и другие национальности. Азербайджанцы составляют основное население сёл Хачмаз, Керимли, Падар, Халхал, Синджан, Гумлаг и большинства других в районе.
В сёлах Фильфили, Карабулаг, Еникенд, Баш-Дашагыл — основное население лезгины. В сёлах Астрахановка и Беюк Сеюдлю имеется русское население. Турки-месхетинцы смешанно проживают в селах Джалут, Бёюк-Сёюдлю. Также представители этих национальностей наряду с азербайджанцами, евреями и удинами проживают в районном центре Огуз. 
71 % населения занят сельским хозяйством.
| Этническая группа | По переписи населения 1999 года | По переписи населения 1999 года | По переписи населения 2009 года | По переписи населения 2009 года |
| Этническая группа | Численность                     | %                               | Численность                     | %                               |
| ----------------- | ------------------------------- | ------------------------------- | ------------------------------- | ------------------------------- |
| Общая             | 36 488                          | 100.00                          | 40 284                          | 100.00                          |
| Азербайджанцы     | 29 735                          | 81.49                           | 34 296                          | 85.14                           |
| Лезгины           | 5 167                           | 14.16                           | 4 831                           | 11.99                           |
| Турки             | 1 021                           | 2.80                            | 805                             | 2.00                            |
| Русские           | 200                             | 0.55                            | 142                             | 0.35                            |
| Евреи             | 179                             | 0.49                            | 85                              | 0.21                            |
| Удины             | 104                             | 0.29                            | 74                              | 0.18                            |
| Курды             | ...                             | ...                             | 21                              | 0.05                            |
| Татары            | 33                              | 0.09                            | 5                               | 0.01                            |
| Украинцы          | 17                              | 0.05                            | ...                             | ...                             |
| Авары             | 3                               | 0.01                            | ...                             | ...                             |
| Другие            | 24                              | 0.07                            | 25                              | 0.06                            |

## Экономика
Огузский район относится к Шеки-Загатальскому экономическому району. Территория района занимает 107 739 гектар.
Пригодные для сельского хозяйства земли составляют 35 355 гектар. Из них 1 450 гектар относится к лесному фонду.
Выращивается пшеница, кукуруза, подсолнечник, сахарная свекла, картофель, овощи, бахчевые, фрукты (яблоки, груши, иные фрукты), фундук.
| Год            | 2015   | 2018   | 2019   | 2020   | 2021   | 2022   |
| -------------- | ------ | ------ | ------ | ------ | ------ | ------ |
| Зерно          | 16 717 | 16 758 | 16 496 | 16 434 | 16 687 | 16 600 |
| Из них пшеница | 9 755  | 11 830 | 11 969 | 11 970 | 12 057 | 11 283 |
| Картофель      | 324    | 297    | 288    | 293    | 298    | 351    |
| Овощи          | 333    | 330    | 344    | 319    | 297    | 276    |
| Бахчевые       | 6      | 6      | 4      | 6      | 2      | 5      |
| Сады           | 2 999  | 4 903  | 5 802  | 5 849  | 6 053  | 6 229  |

|                | 2015   | 2018   | 2019   | 2020   | 2021   | 2022   |
| -------------- | ------ | ------ | ------ | ------ | ------ | ------ |
| Зерно          | 50 078 | 51 087 | 51 656 | 51 929 | 55 445 | 53 265 |
| Из них пшеница | 28 591 | 36 299 | 37 213 | 37 343 | 38 885 | 35 117 |
| Картофель      | 3 611  | 2 991  | 2 647  | 2 696  | 2 728  | 4 757  |
| Овощи          | 3 143  | 3 007  | 3 032  | 3 465  | 2 652  | 2 480  |
| Бахчевые       | 60     | 44     | 36     | 54     | 19     | 49     |
| Сады           | 4 012  | 4 499  | 4 294  | 3 734  | 4 246  | 4 887  |

| Год        | 2015  | 2018  | 2019  | 2020  | 2021  | 2022  |
| ---------- | ----- | ----- | ----- | ----- | ----- | ----- |
| Количество | 1 736 | 6 075 | 6 505 | 7 077 | 7 455 | 7 489 |

| Год             | 2015  | 2018   | 2019   | 2020  | 2021  | 2022  |
| --------------- | ----- | ------ | ------ | ----- | ----- | ----- |
| Количество (м2) | 8 969 | 19 471 | 12 847 | 9 804 | 9 030 | 5 115 |

Действует завод по производству глюкозы, завод по переработке фундука.
Развито пчеловодство. Произрастающие в районе липы и каштаны являются источником нектара. В районе обитают 1 175 пчелиных семейств. Производство мёда составляет 17,6 тонн.
Действует агропарк «Шеки-Огуз» площадью 11 000 гектар. В агропарке выращиваются орех, миндаль, оливки, зерновые.

## Инфраструктура
По территории района проходят 71 км дорог республиканского значения, 152 км дорог местного значения.
2 декабря 2022 года открыт каскад малых гидроэлектростанций «Огуз-1», «Огуз-2» и «Огуз-3» на реке Дашагыл. Cуммарная мощность гидроэлектростанций составляет 3,6 мегаватт.
Действует 1 больница на 96 коек, 5 поликлиник.
Действует 34 общеобразовательных учреждения, 24 библиотеки (171 600 книг), 2 музея.
На 2022 год потребление воды составляет 37,7 млн м3/год, потребление газа — 15 217,8 тыс м3/год, электроэнергии — 14,3 млн квт.ч.

## Главы
- Мирбала Саламов (? — 10 июня 1992)[14]
- Вагиф Давудов (10 июня 1992 — 16 декабря 1993)[14][15]
- Адиль Мамедов (3 сентября 1994 — 25 июля 2002)[16][17]
- Мирмовсум Аббасов[азерб.] (25 июля 2002 — 11 мая 2005)[18][19]
- Кямиль Рагимов (11 мая 2005 — 18 декабря 2007)[20][21]
- Айдын Алигусейнов (18 декабря 2007 — 20 апреля 2011)[22][23]
- Эйваз Гурбанов (20 апреля 2011 — 16 июля 2024)[24][25][26]
- Джавид Абдул-Гадиров (с 16 июля 2024)[27]

## Достопримечательности
На территории района находятся 39 археологических и скульптурных памятников, из которых 32 внесены в список недвижимых исторических и культурных памятников.
17 из этих памятников имеют государственное значение (из них 15 — археологические, 2 — скульптурные), а 15 — местное значение (из них 13 — скульптурные, 2 — археологические).
На территории района находятся Мухасская башня XIV века и руины Сурхайханской крепости XVIII века. Близ села Хачмаз сохранился мост Дашюз над рекой Сарысу, который предположительно относится к XIX веку, а также мечеть XVIII века в деревне Синджан, мавзолей XV века в деревне Керимли. Синагога, которая находится в административном центре района, одноимённом городе Огуз относится к 1849 году.
В Огузском районе находятся 7 албанских храмов, из которых 3 находятся в административном центре, 2 — в деревне Гарабулаг и 2 — в Джалут. Один из храмов, которые находятся в городе Огуз, отреставрирован в 1981 году, и с тех пор здесь находится Историко-краеведческий музей Огузского района. Второй находится во дворе центральной больницы района, третий — на вершине по дороге в Халхал.
По результатам археологических раскопок близ сёл Керимли и Гарабалдыр были найдены останки древнего человека. Здесь также были найдены разные орудия труда, каменные статуэтки и предметы быта.
В 1948 году археолог Салех Газиев в селе Варданлы (ныне Керимли) по археологическим раскопкам обнаружил место проживания древних людей и их кладбища. В 1956—1959 годах археолог в результате раскопок выявил, что здесь коллективно проживали первобытные люди в эпоху неолита и энеолита.
Во время строительства на территории села Керимли в 2010 году было обнаружено курганное поле, где были найдены человеческий скелет и золотая маска быка, а также царские атрибуты и золотые украшения.